# Diocese de Pembroke
A Diocese de Pembroke (Dioecesis Pembrokensis) é uma diocese localizada na cidade de Pembroke na província de Ontário, pertencente a Arquidiocese de Ottawa-Cornwall no Canadá. Foi fundada em 1882 pelo Papa Leão XIII. Inicialmente foi fundada como Vicariato Apostólico de Pontiac, mis tarde foi elevado à diocese com o nome atual. Com uma população católica de 76.470 habitantes, sendo 47,3% da população total, possui 48 paróquias com dados de 2018.

## História
Em 11 de julho de 1882 o Papa Leão XIII cria o Vicariato Apostólico de Pontiac a partir dos territórios da Arquidiocese de Saint-Boniface, Diocese de Trois-Rivières e da então Diocese de Ottawa. Em 1898 é elevado à diocese, adotando o nome atual de Diocese de Pembroke. Em 1908 perde território para a formação do então Vicariato Apostólico de Temiskaming, futura Diocese de Timmins.

## Lista de bispos
A seguir uma lista de bispos desde a criação do vicariato apostólico em 1882, em 1898 é elevado à diocese.
|                               | Nome                      | Período     | Notas                           |
| Bispos                        | Bispos                    | Bispos      | Bispos                          |
| ----------------------------- | ------------------------- | ----------- | ------------------------------- |
| 10º                           | Michael Brehl, C.Ss.R.    | 2024-       |                                 |
| 9º                            | Guy Desrochers, C.Ss.R    | 2020 - 2023 | Nomeado arcebispo de Moncton    |
| 8º                            | Michael Mulhall           | 2007 - 2019 | Nomeado arcebispo de Kingston   |
| 7º                            | Richard William Smith     | 2002 - 2007 | Nomeado arcebispo de Edmonton   |
| 6º                            | Brendan Michael O'Brien   | 1993 - 2000 | Nomeado arcebispo de St. John's |
| 5º                            | Joseph Raymond Windle     | 1971 - 1993 |                                 |
| 4º                            | William Joseph Smith      | 1945 - 1971 |                                 |
| 3º                            | Charles Leo Nelligan      | 1937 - 1945 |                                 |
| 2º                            | Patrick Thomas Ryan       | 1916 - 1937 | Faleceu no cargo                |
| 1º                            | Narcisse Zéphirin Lorrain | 1898 - 1915 | Faleceu no cargo                |
| Vigário Apostólico de Pontiac |                           |             |                                 |
| 1º                            | Narcisse Zéphirin Lorrain | 1882 - 1889 | Nomeado bispo dessa diocese     |
| Bispo coadjutor               |                           |             |                                 |
| 1º                            | Joseph Raymond Windle     | 1969 - 1971 | Nomeado bispo dessa diocese     |
| Bispo auxiliar                |                           |             |                                 |
| 1º                            | Patrick Thomas Ryan       | 1912 - 1916 | Nomeado bispo dessa diocese     |